# Karel Salvátor Rakousko-Toskánský
Karel Salvátor italsky Karl Salvator Maria Giuseppe Giovanni Battista Filippo Jacopo Gennaro Lodovico Gonzaga Raniero von Österreich-Toskana (30. dubna 1839 Florencie – 18. ledna 1892 Vídeň) byl arcivévoda rakouský a princ toskánský z vedlejší toskánské linie habsbursko-lotrinské dynastie.

## Původ
Narodil se jako druhorozený syn toskánského velkovévody Leopolda II. a jeho ženy Marie Antonie, princezny Bourbon-Obojí Sicílie. Starší bratr Karla Salvátora Ferdinand byl posledním velkovévodou v Toskánsku, než bylo po zaniknutí roku 1860 připojeno k sardinsko-piemontskému a později k italskému království.

## Vojenská kariéra
Jako většina arcivévodů měl i Karel Salvátor vojenské vzdělání, zaměřil se však na dělostřelectvo. Od roku 1858 byl generálním inspektorem dělostřelectva v Toskánsku. Po zrušení velkovévodství a nuceném odchodu ze země působil ve službách c. k. armády a podílel se na bojích proti Francouzům a Piemonťanům. Od roku 1860 vykonával funkci plukovníka a stal se majitelem 77. pěšího pluku a od roku 1866 byl polním podmaršálkem.

## Vojenské vynálezy
Karel Salvátor byl aktivní v inovacích vojenských zbraní. V této oblasti se stal autorem několika vynálezů, mezi něž patří:
- kombinovaná kulová a broková opakovačka z roku 1884
- jednoranná lovecká ručnice s hradlovým závěrem
- automatická opakovací pistole

Roku 1886 byl spolutvůrcem vynálezu pušky – 11milimetrové mitrailleusy, na které spolupracoval s baronem Georgem von Dormusem a jejíž výroba probíhala ve Škodových závodech; byla postupně vylepšována a vznikly zbraně známé jako Salvator-Dormus:
- Škoda MG model 1902
- 8milimetrová Škoda MG model 1909
- Škoda MG model 13

V současnosti jsou tyto zbraně umístěny ve vídeňském Vojenskohistorickém muzeu. Mezi další koníčky Karla Salvátora patřila hydrotechnika a architektura.
Mezi místa, kde během života často pobýval, patří Vöslau, Brandýs nad Labem, Vídeň, Traunkirchen, Gmunden a Salcburk.
Zemřel 18. ledna 1892 (ve věku 52 let) ve Vídni v Rakousku, kde je také v kapucínské kryptě pohřben.

## Manželství a potomci
Dne 19. září 1861 se v Římě oženil se svou sestřenicí, bourbonsko-sicilskou princeznou Marií Immakulatou, dcerou Ferdinanda II., krále obojí Sicílie, a arcivévodkyně Marie Terezie Izabely. Oddávajícím páru byl papež Pius IX. Během 30letého manželství se rodina rozrostla o deset dětí, z nichž se šest dožilo dospělosti:
- Marie Terezie (18. září 1862 – 10. května 1933), ⚭ 1886 Karel Štěpán Rakousko-Těšínský (5. září 1860 – 7. dubna 1933), rakouský arcivévoda a těšínský princ
- Leopold Salvátor (15. října 1863 – 4. září 1931), ⚭ 1889 Blanka Bourbonsko-Kastilská (7. září 1868 – 25. října 1949), rakouský arcivévoda a princ toskánský
- František Salvátor (21. srpna 1866 – 20. dubna 1939), rakouský arcivévoda,
⚭ 1890 Marie Valerie Habsbursko-Lotrinská (22. dubna 1868 – 6. září 1924), arcivévodkyně a císařská princezna, uherská, chorvatská, česká a toskánská princezna
⚭ 1934 Melanie z Risenfelsu (20. září 1898 – 10. listopadu 1984)
- Karolína Marie (5. září 1869 – 12. května 1945), ⚭ 1894 August Leopold Sasko-Kobursko-Gothajský (6. prosince 1867 – 11. října 1922), princ Brazilského císařství
- Albrecht Salvátor (22. listopadu 1871 – 27. února 1896), neoženil se a neměl potomky
- Marie Antoinetta (18. dubna 1874 – 14. ledna 1891)
- Marie Imakuláta (3. září 1878 – 25. listopadu 1968), ⚭ 1900 Robert Württemberský (1873–1947)
- Rainer Salvátor (27. února 1880 – 4. května 1889)
- Henrieta (20. února 1884 – 13. srpna 1886)
- Ferdinand Salvátor (2. června 1888 – 28. července 1891)

## Literární podoba
Jako literární postava se vyskytuje v románu „Sličná hraběnka Wedelová. Román jedné pruské lásky“ (něm. Die schöne Gräfin Wedel. Roman einer Liebe in Preussen, Mnichov 1974 ) od F. Lützkendorfa v důležité roli jako konstruktér střelných zbraní a jako milovník rozvedené hraběnky Elisabeth von Wedel.

## Vývod z předků
|                          |                                              |  |                      |                               |  |  |  |  |  |  |  | František I. Štěpán Lotrinský |
|                          |                                              |  |                      |                               |  |  |  |  |  |  |  |                               |
|                          | Leopold II.                                  |  |                      |                               |  |  |  |  |  |  |  |                               |
|                          |                                              |  |                      |                               |  |  |  |  |  |  |  |                               |
|                          |                                              |  |                      | Marie Terezie                 |  |  |  |  |  |  |  |                               |
|                          |                                              |  |                      |                               |  |  |  |  |  |  |  |                               |
|                          | Ferdinand III. Toskánský                     |  |                      |                               |  |  |  |  |  |  |  |                               |
|                          |                                              |  |                      |                               |  |  |  |  |  |  |  |                               |
|                          |                                              |  |                      | Karel III. Španělský          |  |  |  |  |  |  |  |                               |
|                          |                                              |  |                      |                               |  |  |  |  |  |  |  |                               |
|                          | Marie Ludovika Španělská                     |  |                      |                               |  |  |  |  |  |  |  |                               |
|                          |                                              |  |                      |                               |  |  |  |  |  |  |  |                               |
|                          |                                              |  |                      | Marie Amálie Saská            |  |  |  |  |  |  |  |                               |
|                          |                                              |  |                      |                               |  |  |  |  |  |  |  |                               |
|                          | Leopold II. Toskánský                        |  |                      |                               |  |  |  |  |  |  |  |                               |
|                          |                                              |  |                      |                               |  |  |  |  |  |  |  |                               |
|                          |                                              |  |                      | Karel III. Španělský          |  |  |  |  |  |  |  |                               |
|                          |                                              |  |                      |                               |  |  |  |  |  |  |  |                               |
|                          | Ferdinand I. Neapolsko-Sicilský              |  |                      |                               |  |  |  |  |  |  |  |                               |
|                          |                                              |  |                      |                               |  |  |  |  |  |  |  |                               |
|                          |                                              |  |                      | Marie Amálie Saská            |  |  |  |  |  |  |  |                               |
|                          |                                              |  |                      |                               |  |  |  |  |  |  |  |                               |
|                          | Luisa Marie Amélie Tereza Neapolsko-Sicilská |  |                      |                               |  |  |  |  |  |  |  |                               |
|                          |                                              |  |                      |                               |  |  |  |  |  |  |  |                               |
|                          |                                              |  |                      | František I. Štěpán Lotrinský |  |  |  |  |  |  |  |                               |
|                          |                                              |  |                      |                               |  |  |  |  |  |  |  |                               |
|                          | Marie Karolína Habsbursko-Lotrinská          |  |                      |                               |  |  |  |  |  |  |  |                               |
|                          |                                              |  |                      |                               |  |  |  |  |  |  |  |                               |
|                          |                                              |  |                      | Marie Terezie                 |  |  |  |  |  |  |  |                               |
|                          |                                              |  |                      |                               |  |  |  |  |  |  |  |                               |
| Karel Salvátor Toskánský |                                              |  |                      |                               |  |  |  |  |  |  |  |                               |
|                          |                                              |  |                      |                               |  |  |  |  |  |  |  |                               |
|                          |                                              |  | Karel III. Španělský |                               |  |  |  |  |  |  |  |                               |
|                          |                                              |  |                      |                               |  |  |  |  |  |  |  |                               |
|                          | Ferdinand I. Neapolsko-Sicilský              |  |                      |                               |  |  |  |  |  |  |  |                               |
|                          |                                              |  |                      |                               |  |  |  |  |  |  |  |                               |
|                          |                                              |  |                      | Marie Amálie Saská            |  |  |  |  |  |  |  |                               |
|                          |                                              |  |                      |                               |  |  |  |  |  |  |  |                               |
|                          | František I. Neapolsko-Sicilský              |  |                      |                               |  |  |  |  |  |  |  |                               |
|                          |                                              |  |                      |                               |  |  |  |  |  |  |  |                               |
|                          |                                              |  |                      | František I. Štěpán Lotrinský |  |  |  |  |  |  |  |                               |
|                          |                                              |  |                      |                               |  |  |  |  |  |  |  |                               |
|                          | Marie Karolína Habsbursko-Lotrinská          |  |                      |                               |  |  |  |  |  |  |  |                               |
|                          |                                              |  |                      |                               |  |  |  |  |  |  |  |                               |
|                          |                                              |  |                      | Marie Terezie                 |  |  |  |  |  |  |  |                               |
|                          |                                              |  |                      |                               |  |  |  |  |  |  |  |                               |
|                          | Marie Antonie Neapolsko-Sicilská             |  |                      |                               |  |  |  |  |  |  |  |                               |
|                          |                                              |  |                      |                               |  |  |  |  |  |  |  |                               |
|                          |                                              |  |                      | Karel III. Španělský          |  |  |  |  |  |  |  |                               |
|                          |                                              |  |                      |                               |  |  |  |  |  |  |  |                               |
|                          | Karel IV. Španělský                          |  |                      |                               |  |  |  |  |  |  |  |                               |
|                          |                                              |  |                      |                               |  |  |  |  |  |  |  |                               |
|                          |                                              |  |                      | Marie Amálie Saská            |  |  |  |  |  |  |  |                               |
|                          |                                              |  |                      |                               |  |  |  |  |  |  |  |                               |
|                          | Marie Isabela Španělská                      |  |                      |                               |  |  |  |  |  |  |  |                               |
|                          |                                              |  |                      |                               |  |  |  |  |  |  |  |                               |
|                          |                                              |  |                      | Filip Parmský                 |  |  |  |  |  |  |  |                               |
|                          |                                              |  |                      |                               |  |  |  |  |  |  |  |                               |
|                          | Marie Luisa Parmská                          |  |                      |                               |  |  |  |  |  |  |  |                               |
|                          |                                              |  |                      |                               |  |  |  |  |  |  |  |                               |
|                          |                                              |  |                      | Luisa Alžběta Francouzská     |  |  |  |  |  |  |  |                               |
|                          |                                              |  |                      |                               |  |  |  |  |  |  |  |                               |